# Georg Schlesinger (Ingenieur)
Georg Schlesinger (* 17. Januar 1874 in Berlin; † 6. Oktober 1949 in Wembley bei London) war ein deutscher Maschinenbauingenieur und Professor für Maschinenbau. Er war ab 1904 der erste Inhaber des Lehrstuhls für Werkzeugmaschinen und Fabrikbetriebe an der Technischen Hochschule Charlottenburg, der heutigen Technische Universität Berlin. Schlesinger gilt als Begründer der wissenschaftlichen Forschung auf den Gebieten der Fertigungstechnik und Betriebswissenschaften.

## Leben

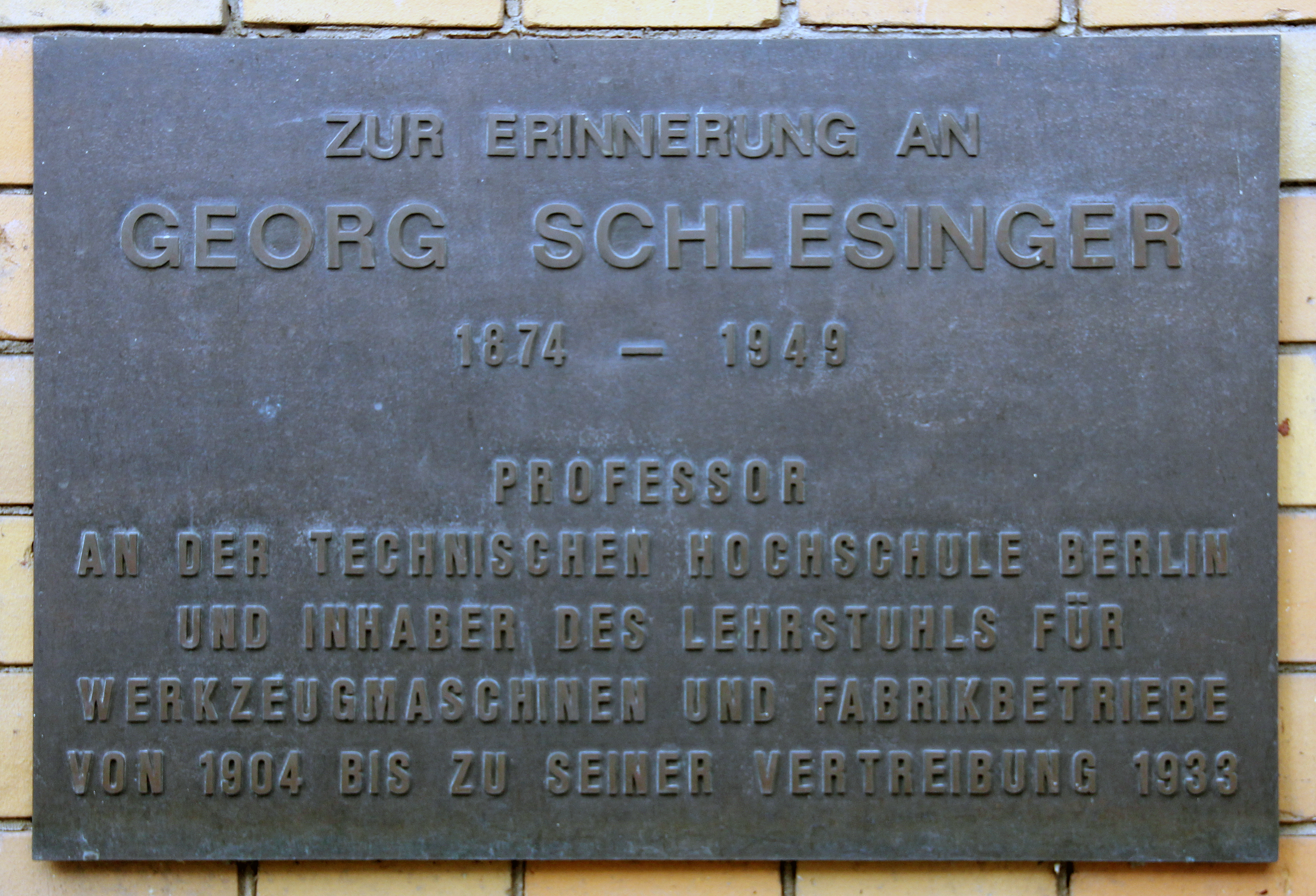
Gedenktafel am Haus, Straße des 17. Juni 135, in Berlin-Charlottenburg

Georg Schlesinger kam als Sohn des Kaufmanns Emanuel Schlesinger und der Laura Schlesinger, geb. Wolff, in Berlin zur Welt. Seine ältere Schwester Ottilie heiratete den Kunsthistoriker Edmund Hildebrandt.
Er absolvierte sein Abitur am Berliner Falk-Realgymnasium. Nach einer einjährigen Mechanikerlehre (1891/1892) studierte er von 1892 bis 1896 Maschinenbau an der Technischen Hochschule Charlottenburg. 1897 wurde er als Konstrukteur bei der Berliner Maschinenbaufirma Ludwig Loewe angestellt; 1902 wurde er Chefkonstrukteur, 1904 Betriebsleiter. Er überzeugte die Firmenleitung, eine Normalienfabrik zur Fertigung von Normteilen aufzubauen, die dann in den Jahren 1904 und 1905 in Zusammenarbeit mit Ernst Huhn eingerichtet wurde.
Am 26. Februar 1904 wurde er von der Technischen Hochschule Charlottenburg mit der Arbeit „Die Passungen im Maschinenbau“ promoviert. Sie wurde 1917 wegen der hohen Nachfrage in der Industrie nach dem neuen Passungssystem, erneut aufgelegt und in zahlreiche Sprachen übersetzt. Im Juli 1904 erfolgte seine Berufung auf den Lehrstuhl für Werkzeugmaschinen und Fabrikbetriebe an der Technischen Hochschule Charlottenburg. Nach diesem Vorbild wurde 1906 in Aachen ein weiterer Lehrstuhl für Werkzeugmaschinen gegründet. Der erste Inhaber dort war Adolf Wallichs. Seit 1904 pflegte Schlesinger auch enge Kontakte zum Verein Deutscher Ingenieure (VDI), dem er zum Jahreswechsel 1897/1898 beigetreten war. 
1907 richtete Schlesinger ein Versuchsfeld für Werkzeugmaschinen ein. Ebenfalls 1907 gründete er die noch heute erscheinende Zeitschrift Werkstattstechnik, deren langjähriger Herausgeber er war. In der Folgezeit war er für viele Unternehmen beratend tätig. Ab 1909 arbeitete er an der Normung von Gewindesystemen. 1913 verfasste er im Auftrag des Vereins Deutscher Ingenieure, des Vereins deutscher Maschinenbauanstalten, des Vereins Deutscher Werkzeugmaschinenfabriken und des Vereins Deutscher Schiffswerften eine grundlegende Denkschrift zu Typung und Normung. Für den Verein Deutscher Werkzeugmaschinenfabriken leitete Schlesinger von 1916 bis 1930 einen Fachnormenausschuss für Werkzeugmaschinen, bis 1921 war er Vorstandsmitglied des Vereins. Bei der Einrichtung des Technion in Haifa leitete er zusammen mit seinem Hochschullehrer-Kollegen Wilhelm Franz den technisch-wissenschaftlichen Beirat und handelte beim Ankauf von Maschinen und Material, das er ausschließlich bei deutschen Werkzeugmachern einkaufte, große Rabatte aus.
In seiner Funktion als Leiter der Spandauer Gewehrfabrik während des Ersten Weltkrieges war Schlesinger verantwortlich für die Anlage, Planung und Inbetriebnahme der Waffenwerke Oberspree. Aufgrund seiner Tätigkeiten für die Waffenfabriken bekam er 1917 das Eiserne Kreuz II. Klasse verliehen. Ab 1915 wirkte er als technischer Leiter der Prüfstelle für Ersatzglieder, wo auch der Orthopädie-Professor Jakob Riedinger, der Konstrukteur des „Würzburger Arbeitsarms“, tätig war. Während seiner Spandauer Zeit entwickelte Schlesinger auch zusammen mit Ferdinand Sauerbruch Arm- und Beinprothesen. 1916 wurde er Beiratsmitglied des neu geschaffenen Waffen- und Munitionsbeschaffungsamtes.
1917 wurde Schlesinger Mitglied im Hauptausschuss des neu gegründeten Deutschen Normenausschusses (DNA), dem heutigen Deutschen Institut für Normung (DIN). Aufgrund Arbeitsüberlastung konnte er den Vorsitz des Normenausschusses nicht übernehmen; dieser wurde deshalb vom VDI-Direktor Waldemar Hellmich übernommen. Später war er auch Vorstandsmitglied im DNA und langjähriger Obmann des Arbeitsausschusses „Gewinde“. Ab 1918 arbeitete er an der TH Berlin mit Walter Moede am Aufbau des ab 1925/26 als selbstständig geführten Instituts für industrielle Psychotechnik.
In der Zeit des aufkommenden Nationalsozialismus geriet er als jüdischer Hochschullehrer unter starken Druck. Wegen angeblicher Unterschlagung, Werksspionage und Hochverrat befand er sich 9 Monate in Untersuchungshaft und wurde 1934 in den einstweiligen Ruhestand versetzt. Als sein Nachfolger wurde sein Schüler Otto Kienzle berufen. 1936 konnte Schlesinger noch im Berliner Verlag von Julius Springer sein zweibändiges Standardwerk Die Werkzeugmaschinen herausbringen. 1939 wurde ihm die deutsche Staatsangehörigkeit aberkannt.
Nach einer Gastlehrtätigkeit an der ETH Zürich erhielt er einen Ruf an die Freie Universität Brüssel. Während des Zweiten Weltkrieges errichtete und leitete er ein Werkzeugmaschinen-Laboratorium am College of Technology in Loughborough (1939–1944). Ein Forschungsgebiet war dort die Oberflächenkunde von Metallen.

## Familie
Sein Neffe war der Theologe Franz Hildebrandt.

## Wirkung
Nach Schlesinger sind der Georg-Schlesinger-Preis sowie die Georg-Schlesinger-Schule in Berlin benannt.
„Neben den klassischen Maschinenbau, der außer Wärmekraftmaschinen nur die Hebezeuge und die Pumpen umfasste, stellte Schlesinger die Werkzeugmaschine. [...] er verstand es das System der Drehbänke und Drehautomaten, der Fräsmaschinen und wie sie alle heißen, herauszuarbeiten und ihnen akademischen Rang zu verschaffen. Ihm verdanken wir die Lehre, dass die Werkzeugmaschine ein Mehrfaches ist: eine Maschine zum Aufbringen von Kräften am Werkzeug, eine Maschine zur dauernden Handhabung durch den Menschen und eine Maschine zur Erzeugung geometrisch genauer Flächen.“ (Adolf Wallichs, Zeitgenosse und Professor für Werkzeugmaschinen in Aachen)
„Schlesingers Vorlesungen waren ungeheuer konzentriert und sehr eindrucksvoll. Er war in der Lage, nach einem viertelstündigen Einblick in sein Manuskript eine dichtgepakte Vorlesung zu halten. Sein Vortragstempo war scharf, und die Studenten haben sehr viel mitgenommen und eigentlich zeitlebens nicht vergessen, dass sie einmal bei einem Schlesinger gehört haben.“ (Otto Kienzle, Schüler und Nachfolger auf dem Berliner Lehrstuhl.)
„Georg Schlesinger hat sich um die Ingenieurwissenschaften in hervorragender Weise weit über die Grenzen unseres Landes hinaus verdient gemacht.“ (Günter Spur, deutscher Professor für Fertigungstechnik und Nachfolger auf dem Lehrstuhl)

## Forschungsgebiete
- Arbeiten zur Passung im Maschinenbau
- Normung von Gewinden und Drehzahlen
- Berechnung, Konstruktion und Prüfung von Werkzeugmaschinen
- Einführung von Schneidstoffen und Fertigungsverfahren
- Wissenschaftliche Betriebsführung und Psychotechnik
- Konstruktion und Test von Prothesen

## Werke (Auswahl)
- Die Passungen im Maschinenbau, 1903, 1917 (Dissertation), auch in:
  - Mitteilungen über Forschungsarbeiten auf dem Gebiet des Ingenieurwesens [...]. H. 18, Berlin 1904; und H. 193 und 194, Berlin 1917
- Selbstkostenrechnung im Maschinenbau, 1911
- Ersatzglieder und Arbeitshilfen für Kriegsgeschädigte und Unfallverletzte, 1918
- Psychotechnik und Betriebswissenschaft, Hirzel, Leipzig 1920
- Normung der Gewindesysteme, 1923, 1926
- Prüfbuch für Werkzeugmaschinen, Julius Springer 1927 (6. Aufl. 1955)
- Die Werkzeugmaschinen, Julius Springer 1936
- The factory, 1949

## Zitate
Von Schlesinger stammt das berühmte Zitat: „Auf der Schneide des Stahles sitzen die Dividenden“, womit die Fertigungsproduktivität bei der Metallzerspanung in den Mittelpunkt der unternehmenswirtschaftlichen Überlegung gestellt wird.